# Ngư Hóa
Ngư Hóa là một xã thuộc huyện Tuyên Hóa, tỉnh Quảng Bình, Việt Nam.

## Địa lý
Xã Ngư Hóa nằm ở phía đông bắc huyện Tuyên Hóa, có vị trí địa lý:
- Phía đông giáp huyện Quảng Trạch
- Phía tây giáp xã Đức Hóa
- Phía nam giáp xã Tiến Hóa và xã Mai Hóa
- Phía bắc giáp tỉnh Hà Tĩnh.

Xã Ngư Hóa có diện tích 60,48 km², dân số năm 2019 là 476 người, mật độ dân số đạt 8 người/km².

## Lịch sử
Trước 1983, xã thuộc huyện Quảng Trạch.
Ngày 18 tháng 12 năm 1983, do giao thông đi lại khó khăn, lại hay gặp thiên tai bão lũ gây thiệt hại lớn nên 540 người dân xã đã di chuyển đến xã Đức Phú, huyện Tánh Linh, tỉnh Bình Thuận.
Năm 1985, xã Ngư Hóa tái thành lập.